# 迪爾蘭 (佛羅里達州)
迪爾蘭（英語：Deerland）是位於美國佛羅里達州奧卡魯沙縣的一個非建制地區。該地的面積和人口皆未知。

## 地理
迪爾蘭的座標為30°45′06″N 86°26′09″W / 30.75167°N 86.43583°W，而該地的平均海拔高度為69米（即226英尺）。